# Timothy Noble
Tim Noble (* 25. ledna 1962, Londýn) je teolog a vysokoškolský pedagog britského původu, zabývá se misiologií a teologií osvobození.

## Život
Narodil se v Londýně v roce 1962. Vystudoval anglickou literaturu a germanistiku na univerzitě v Liverpoolu (1980-1984). V roce 1984 vstoupil do Tovaryšstva Ježíšova (Societas Iesu) v Birminghamu a poté vystudoval ještě filosofii a teologii na Heythrop College Londýnské univerzity (1986-1989), pedagogiku a masmédia na univerzitě v Manchesteru (1989-1990) a teologii v Belo Horizonte (Centro de Estudos Superiores da Companhia de Jesus) v Brazílii (1991-1995).
V letech 1995-2001 byl redaktorem časopisu The Month (časopis pro teologii a kulturu), zakládající kaplan brazilské římskokatolické komunity v Londýně, zakládající ředitel teologického kurzu pro laiky v západním Londýně, učitel teologie na před-seminárním kurzu v západním Londýně.
Od roku 2001 žije v Praze se svou ženou Ivanou Noble. Vyučoval angličtinu v jazykové škole a na Gymnáziu Jaroslava Seiferta (2002-2005). V letech 2005-2014 vyučoval na Mezinárodním baptistickém semináři v Praze, kde byl vedoucí kurzů kontextuální misiologie, ředitel Institutu misie a evangelizace, spoluředitel Institutu Thomase Helwyse pro studium náboženské svobody. V roce 2009 získal doktorát na univerzitě v Amsterdamu svou disertační prací: Keeping the Window Open: The Theological Method of Clodovis Boff and the Problem of the Alterity of the Poor, pod vedením Martiena Brinkmanna and Hansa de Wita.
V roce 2016 se habilitoval na Evangelické teologické fakultě Univerzity Karlovy habilitační prací: Drawing Together on Holy Ground: Mission from the Perspective of the Other, kde působí doteď jako docent na Ekumenickém institutu. Od roku 2014 působí jako Senior Research Fellow na International Baptist Theological Study Centre v Amsterdamu, krátce působil na Katolické teologické fakultě UK v Centru filosofie, teologie a mediální teorie (2016-2017). Je členem Centra excelence UK Teologická antropologie v ekumenické perspektivě.

## Dílo
Ve své badatelské činnosti se zabývá misiologií a teologií osvobození. Jeho kniha The Poor in Liberation Theology: Pathway to God or Ideological Construct? z roku 2013, která vycházela z jeho dizertační práce, čerpá z bohatého materiálu z Latinské Ameriky a Evropy a ukazuje trvalou platnost teologie osvobození a její další potenciál při spolupráci se současnou filozofií, klade otázku, zda je výsledkem teologie osvobození poskytnutí cesty k Bohu, nebo zda se z chudých skutečně vytvářejí modly. Kombinuje pojmový jazyk filozofů Jeana-Luca Mariona a Emmanuela Levinase s metodologií teologa osvobození Clodovise Boffa a nastiňuje, jak může teologie osvobození pracovat na tom, aby se chudí nestali ideologickým konstruktem.
Teologii misie se věnuje ve své druhé knize Mission from the Perspective of the Other: Drawing Together on Holy Ground (2018), kde obhajuje ústřední postavení tohoto druhého v misijní praxi. Na základě Písma, současné misiologie a fenomenologie kniha obhajuje význam tohoto často opomíjeného druhého a na historických případových studiích zahrnujících svatého Ignáce z Loyoly, Williama Careyho a svatého Inocence z Aljašky ukazuje, že uznání daru druhého bylo v křesťanské misii vždy přítomné a může i nadále inspirovat.
Jeho poslední kniha Liberation against Entitlement: Conflicting Theologies of Grace and Clashing Populisms (2022) vychází z předpokladu, že křesťanství a politiku nelze a ani bychom neměli oddělovat. Se zvláštním odkazem na dva zdánlivě velmi odlišné kontexty, Brazílií a Českou republiku, tato kniha naznačuje, že za střetem politických populismů se skrývá hlubší teologický konflikt.
Tim Noble byl v roce 2016 hlavním řešitelem projektu The Churches’ Response of Welcome to the Migrant Other, v letech 2018-2020 hlavním řešitelem projektu Liberation Theology: Its Prospects and Challenges. Jako člen výzkumného týmu Symbolic Mediation of Wholeness in Western Orthodoxy (2011-2015) je spoluautorem prací Mnohohlas pravoslavné teologie ve 20. století na Západě (2016, 2019 rusky); Cesty pravoslavné teologie ve 20. století na Západ (2012, 2015 anglicky a rusky), Zápas o mysl církevních otců (anglicky, 2015).